# Chính sách thị thực của Gabon
Du khách đến Gabon phải xin thị thực từ trước, từ một trong những phái vụ ngoại giao Gabon hoặc qua mạng.

## Bản đồ chính sách thị thực

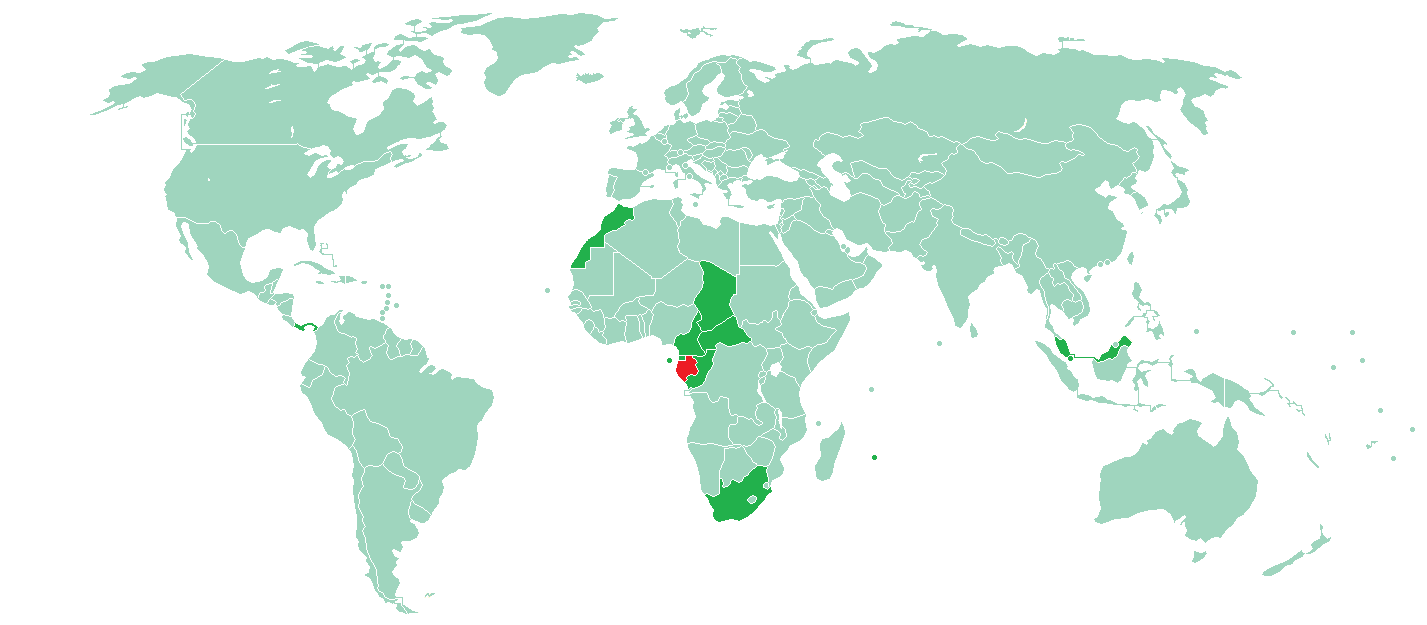
Chính sách thị thực của Gabon
Gabon
Miễn thị thực
Thị thực tại cửa khẩu
Cần thị thực

## Chính sách thị thực
Chỉ công dân của  Maroc,  Mauritius và  Tunisia được miễn thị thực, trong khi công dân của  Nam Phi có thể đến Gabon xin thị thực tại cửa khẩu. Người sở hữu giấy phép nhập cảnh cấp bởi Cục Nhập cảnh từ trước có thể xin thị thực ở cửa khẩu. Người sở hữu hộ chiếu ngoại giao hoặc công vụ của Bénin, Brasil, Burkina Faso, Cameroon, Cộng hòa Trung Phi, Tchad, Trung Quốc, Congo, Bờ Biển Ngà, Cuba, Djibouti, Ai Cập, Ethiopia, Guinea Xích Đạo, Pháp, Guinée, Israel, Mali, Nga, Rwanda, Sénégal, Hàn Quốc, Tunisia, Thổ Nhĩ Kỳ, Hoa Kỳ và chỉ người có hộ chiếu ngoại giao của Angola và  Đức không cần thị thực để đến Gabon.

## Quá cảnh không cần thị thực
Quá cảnh không cần thị thực áp dụng cho người tiếp tục hành trình bằng máy bay lúc đầu hoặc bay kết nối đầu tiên trong vòng 24 giờ nếu họ là công dân của các nước: Albania, Armenia, Azerbaijan, Belarus, Bulgaria, Trung Quốc, Cộng hòa Séc, Gruzia, Hungary, Kazakhstan, Triều Tiên, Kyrgyzstan, Moldova, Mông Cổ, Montenegro, Ba Lan, Romania, Nga, Serbia, Slovakia, Tajikistan, Turkmenistan, Ukraina, Uzbekistan và  Việt Nam. Công dân Liban không được cho phép.

## Thị thực điện tử
Gabon thông báo về thị thực điện tử cho du khách trong tháng 1 năm 2015.
Thị thực điện tử bắt đầu từ tháng 7 năm 2015, và hệ thống thị thực điện tử này có thể được sử dụng bởi bất cứ quốc gia nào cần thị thực để đến Gabon. Thị thực được cấp 72 giờ sau khi xin và chỉ có hiệu lực nếu đến qua Sân bay quốc tế Libreville ở Libreville.